# Jean-Léonard Touadi
Jean-Léonard Touadi (Brazzaville, 25 gennaio 1959) è un politico, saggista, conduttore radiofonico e giornalista, accademico, Funzionario FAO-ONU italiano, originario della Repubblica del Congo e primo nero eletto alla Camera dei deputati.

## Biografia

### Carriera giornalistica
Laureato in filosofia alla Pontificia Università Gregoriana di Roma, e in giornalismo e scienze politiche alla LUISS. Dopo aver insegnato Filosofia e Religione in vari istituti secondari di Roma, ha insegnato all'Università di Bologna, all'Università degli Studi di Milano, Università degli Studi di Roma "Tor Vergata" ed ora all'Università di Roma La Sapienza nel corso di Laurea  "Global Humanities" dove cura l'insegnamento su "Emerging Africa in the Framework of the Sustainable Development Goals".
Dal 1997 ha collaborato con la Rai come autore e conduttore di programmi radiofonici e televisivi: Permesso di soggiorno (Radio Uno); Un mondo a colori (Rai Educational-Raidue) e C'era una volta (Rai Tre). Insieme alla collaborazione con la Rai, è autore di numerosi articoli e monografie sui temi dei rapporti Nord-Sud, dell'Africa, dell'immigrazione e dell'intercultura. Collabora con la storica rivista dei Padri Comboniani specializzata in questioni africane "Nigrizia"; ha scritto per la Rivista "Limes" e "Aspenia" su questioni riguardanti la storia, la geopolitica e l'economia africana. Collabora con ISPI (Istituto per gli Studi di Politica Internazionale) e con lo IAI (Istituto Affari Internazionali) con contributi su questioni africane. Cura la Rassegna Stampa Africana di Radio Radicale.

### Carriera politica

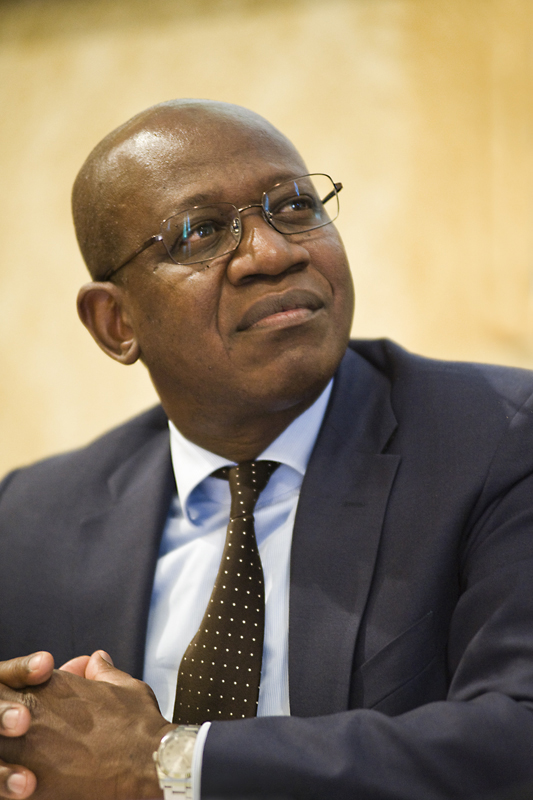
Jean-Léonard Touadi nel 2010

Entrato in politica nel 2006, è stato assessore alla sicurezza, alle politiche giovanili e ai rapporti con le università del Comune di Roma, nella giunta di Walter Veltroni. Durante il mandato al Comune di Roma è eletto vicepresidente del Forum Europeo per la Sicurezza Urbana, carica che esercita fino al 2008.
Viene eletto come indipendente del PD nella lista dell'Italia dei Valori nelle elezioni politiche del 2008. Come parlamentare ha fatto parte delle Commissioni Politiche Comunitarie, Giustizia ed Esteri. È stato membro attivo dell'Osservatorio della Camera dei deputati contro il razzismo. Insieme ad altri colleghi ha contribuito a lanciare la Campagna di sensibilizzazione contro le condizioni di retenzione per immigrati "Cie" dal titolo "Lasciatecientrare".
L'11 luglio 2008, in una lettera aperta ad Antonio Di Pietro, comunica la sua uscita dal gruppo parlamentare di elezione e il suo ritorno al gruppo del Partito Democratico, esprimendo dissenso nei confronti di una manifestazione di piazza, organizzata da MicroMega e sostenuta dall'Italia dei Valori, nella quale erano stati mossi attacchi nei confronti del presidente della Repubblica Giorgio Napolitano e del papa.
Il 23 giugno 2009 è stato protagonista, assieme alla parlamentare PD Anna Paola Concia, di una campagna ARCI contro le discriminazioni e il razzismo. Il 22 ottobre dello stesso anno il segretario del PD Dario Franceschini annunciò che, in caso di una sua rielezione alle elezioni primarie del 2009, avrebbe nominato Touadi quale suo vicesegretario.
Nel 2013 assume l'incarico di consigliere politico del vice ministro agli Affari esteri Lapo Pistelli. Nell'agosto del 2014 il presidente della Regione Lazio Nicola Zingaretti lo nomina presidente del consiglio di amministrazione dell'IPAB Istituto Sacra Famiglia di Roma. Si è dimesso da questa carica nell'ottobre del 2017.
Attualmente svolge l'attività di consulente internazionale presso la FAO (Organizzazione delle Nazioni Unite per l'Alimentazione e l'Agricoltura). In qualita' di "FAO Special Coordinator for Parliamentary Networks (Partnership and UN Collaboration Division), collabora con i Parlamenti dei paesei membri per il diritto al cibo, il contrasto alla fame e alla malnutrizione e il raggiungimento degli obiettivi di sviluppo sostenibili (SDGs).
È stato Presidente del CRA-SGI (Centro Relazioni con l'Africa della Societa' Geografica Italiana). 
Dal 2023 e' Membro del Board dell'ISMAA, Istituto Mediterraneo per l'Asia e l'Africa. 

## Opere
- Disegni di Guerra. La guerra civile in Sierra Leone raccontata dagli ex bambini soldato (AAVV - Jean Leonard Touadi-Giuseppe Berton-Ian Clifton Everest-Giacomo Franceschini-Paola Giroldini-Antonella Mariani- Luciano scalettari. A cura di Angelo Ferrari), EMI, 2000.
- Africa. La pentola che bolle, EMI, 2003
- Congo. Ruanda. Burundi. Le parole per conoscere, Editori Riuniti, 2004
- L'Africa in pista, Società Editrice Internazionale, 2006
- Strategie di sviluppo e aiuto internazionale (Le proposte africane), con Soyinka, Cornia, Gentili, Mkandawire, Ercolessi, Stevens, Martin-Daihirou, Traore, Bruno Mondadori, 2006.
- Il problema dell'altro. Con Raimon Panikkar e Massimo Cacciari, Cooperativa l'Altra Pagina, 2007
- Prefazione al romanzo La voce nel deserto, di Vittorio Martinelli con Sofia Massai, Zona Editrice, 2009
- Per una convivialità delle differenze. In ascolto di altre culture. Con Moni Ovadia e Majid Rahnema, Cooperativa l'Altra Pagina, 2009;
- Il Continente Verde. L'Africa: Cooperazione, Ambiente, Sviluppo (a cura di Ilaria Cresti e Jean-Léonard Touadi), Bruno Mondadori, 2011
- Un Pianeta al collasso, con Paolo Cacciari, Valentino Mercati, Roberto Mancini, AltraPagina, 2025.